# Total Blackout
Total Blackout est un jeu télévisé diffusé sur W9 depuis octobre 2014,. La première saison a été diffusée du 20 octobre au 31 décembre 2014. La deuxième saison est diffusée depuis le 27 avril 2015.

## Concept
Plongés dans le noir complet, cinq candidats s'affrontent dans des épreuves au cours desquelles ils doivent relever des défis en utilisant l'odorat, le toucher et l'ouïe. À l'issue de chacune d'elles, un candidat est éliminé en tombant dans une trappe . Le vainqueur remporte 1 000 €.